# Rhipidura tenebrosa
El abanico sombrío  (Rhipidura tenebrosa) es una especie de ave paseriforme de la familia Rhipiduridae endémica de Makira.

## Distribución y hábitat
Se encuentra únicamente en la isla de Makira, en el sur de las islas Salomón, en el océano Pacífico.
Su hábitat natural son los bosques húmedos tropicales isleños. Se encuentra amenazada por la pérdida de hábitat.